# Немнов Володимир Іванович
Володимир Іванович Немнов (Нємнов) (1907, місто Ярославль, тепер Російська Федерація — 1982) — радянський український діяч, залізничник, 1-й секретар Краснозаводського районного комітету КП(б)У міста Харкова. 

## Біографія
Трудову діяльність розпочав у 1922 році в паровозному депо станції Полтава. З 1923 по 1927 рік навчався у школі фабрично-заводського навчання.
З 1927 року працював на Полтавському паровозоремонтному заводі.
Член ВКП(б) з 1928 року.
У 1928—1930 роках — секретар Кобеляцького районного комітету комсомолу (ЛКСМУ) на Полтавщині.
У 1931—1933 роках — студент Ленінградського інституту інженерів залізничного транспорту.
У 1933—1936 роках працював у політичному відділі залізничної станції Основа.
З 1937 по 1938 рік навчався на курсах політпрацівників у Москві.
У 1938—1941 роках — начальник політичного відділу Харківського відділку Південної залізниці.
У 1942—1943 роках — комісар паровозної колони особливого резерву Народного комісаріату шляхів сполучення СРСР на Сталінградському фронті.
У 1943—1947 роках — секретар Харківського міського комітету КП(б)У із кадрів.
У 1947—1950 роках — слухач Вищої партійної школи; 1-й секретар Краснозаводського районного комітету КП(б)У міста Харкова.
У 1950—1956 роках — начальник політвідділу — заступник начальника Південної залізниці.
У 1956—1974 роках — голова Дорожньої профспілкової організації (Дорпрофсожу) Південної залізниці.
Помер у 1982 році.

## Нагороди
- орден «Знак Пошани» (28.08.1944)
- ордени
- медалі